# Titan (achtbaan)
Titan is een stalen Mega Coaster in het attractiepark Six Flags Over Texas, in Arlington, Texas.

## Algemene Informatie
Titan gaat eerst 75 meter de lucht in door de optakeling. Vervolgens maken de bezoekers vanaf 75 meter hoogte een daling naar grondniveau om meteen daarna in een 37,20 meter lange tunnel terecht te komen. Hierna volgt een carrousel draai en komt de achtbaantrein terecht in een Camel Back. De hele rit bestaat uit scherpe bochten en veel helices.

## Goliath en Titan
Titan is een van de twee Mega Coasters gebouwd door Giovanola. Het zusje, Goliath in Six Flags Magic Mountain is één jaar ervoor gebouwd en heeft twee kleine verschillen. Zo heeft Titan een extra helix en is Titan net iets hoger.
Huidig:
Aquaman: Power Wave ·
Batman The Ride ·
Joker ·
Judge Roy Scream ·
Mini Mine Train ·
Mr. Freeze ·
New Texas Giant ·
Pandemonium ·
Runaway Mine Train ·
Runaway Mountain ·
Shock Wave ·
Titan  ·
Wile E. Coyote's Grand Canyon Blaster
Verdwenen:
Big Bend · 
Cucaracha ·
Flashback! ·
La Vibora